# Georges Alexandre Krins
Georges Alexandre Krins (ur. 18 marca 1889, zm. 15 kwietnia 1912) – belgijski skrzypek, obecny na pokładzie Titanica. Zmarł w katastrofie parowca.

## Wczesne życie
Georges Alexandre Krins urodził się w dniu 18 marca 1889 roku w Paryżu. Jego rodzina pochodziła z Belgii, a wkrótce po jego urodzeniu przenieśli się tam do miasta Spa. Studiował w Académie de Musique de Spa. Następnie przeniósł się do Konserwatorium Royal de Musique w Liège w Belgii, gdzie studiował od 30 października 1902 do 1908 roku. Tam też zdobył pierwszą nagrodę za skrzypce z najwyższym wyróżnieniem. Jako młodsza osoba chciał wstąpić do wojska, jednak wkrótce rodzice przekonali go, aby tego nie robił. Pracował w sklepie ojca i grał w La Grande Symphonie w mieście Spa. W 1910 roku przeniósł się do Paryża na pierwszy koncert Le Trianon Lyrique. Później przeniósł się do Londynu i grał przez dwa lata w Hotelu Ritz aż do marca 1912.

## Na pokładzie Titanica
Na pokład Titanica wsiadł w środę 10 kwietnia 1912 w Southampton w Wielkiej Brytanii. Jego numer biletu to 250654, bilet dla wszystkich członków orkiestry Wallace Hartleya. Jego kabina mieściła się w 2 klasie. Krins był jedynym muzykiem belgijskim na pokładzie statku. Gdy parowiec uderzył w górę lodową i zaczął tonąć Krins i jego koledzy z zespołu na górnym pokładzie zaczęli grać muzykę, aby zachować spokój wśród pasażerów. Krins zmarł w wieku 23 lat. Jego ciało nigdy nie zostało odnalezione.